# 高州油茶
高州油茶（学名：Camellia gauchowensis）是山茶科山茶属的植物，是中国的特有植物。分布于中国大陆的广东等地，多生于灌丛及路旁，目前尚未由人工引种栽培。